# Пациора, Мария Демьяновна
Пациора Мария Демьяновна (25.10.1912, село Куйтун Иркутской губернии — 14.08.1984, Москва) — хирург, доктор медицинских наук (1959), профессор, один из родоначальников гепатологии, инициатор создания первого в СССР специализированного отделения по хирургическому лечению портальной гипертензии в РНЦХ РАМН.

## Биография
Родилась в 1912 году в семье служащего. 
В 1936 году окончила Иркутский медицинский институт и была направлена в районную больницу рабочего посёлка Усть-Карск Читинской области, где работала хирургом. С 1937 года работала хирургом центральной поликлиники Читы. В 1938—1940 годах организатор и главный врач областной станции переливания крови.
В 1940 году поступила в аспирантуру при хирургической клинике Центрального института переливания крови (заведующий – профессор С. И. Спасокукоцкий) в Москве. В годы ВОВ прервала учёбу и работала хирургом по заготовке крови для фронтов и инструктором по переливанию крови Министерства здравоохранения СССР. Организовывала и инструктировала станции переливания крови на Дальнем Востоке. 
В 1944 году возобновила занятия на кафедре хирургии Центрального института переливания крови (ЦОЛИПК МЗ СССР). В 1946 году защитила кандидатскую диссертацию и работала научным сотрудником ЦОЛИПК, где занималась исследованием проблемы хирургии заболеваний кровеносной системы. 
В 1959 году защитила докторскую диссертацию на тему «Синдром портальной гипертензии и его хирургическое лечение».
В 1965 году — организовала и возглавляла (с 1965 по 1981 год) первое в СССР специализированное отделение по хирургическому лечению портальной гипертензии, созданное во Всесоюзном научном центре хирургии на базе городской больницы № 20 (директор – академик АМН СССР, проф. Б.В. Петровский). Является основоположницей развернутого, полноценного и оригинального учения об отечественной хирургии портальной гипертензии.
В 1979 году на базе отделения был открыт Всесоюзный центр хирургии портальной гипертензии, которому методически были подчинены созданные в ряде крупных больниц страны специализированные отделения хирургии портальной гипертензии, оснащенные современной аппаратурой для комплексного исследования печени, желудка, портальной системы.
Подготовила 4 докторов и 20 кандидатов медицинских наук. Ученики Марии Демьяновны стали крупными специалистами в портальной гипертензии: К. Н. Цацаниди, А. К. Ерамишанцев, А. В. Пугаев, А. Г. Шерцингер, А. Б. Молитвословов.
Автор и соавтор 145 научных трудов, в том числе 4 монографий и 3 изобретений, посвященных диагностике и хирургическому лечению портальной гипертензии, гемотрансфузиологии, хирургическому лечению заболеваний крови.
Награждена орденом «Знак Почёта».

## Память
В 2012 году 100-летию Марии Дементьевны Пациора был посвящён международный конгресс «Актуальные вопросы хирургической гепатологии» в Иркутске.
В 2017 году Ассоциацией гепатопанкреатобилиарных хирургов стран СНГ учреждена Памятная медаль М. Д. Пациора «За вклад в развитие хирургии и методов лечения портальной гипертензии». 19 сентября 2017 года в Санкт-Петербурге на XXIV Конгрессе Ассоциации медалью c удостоверением № 1 был награждён один из ведущих хирургов России, профессор, ученик М. Д. Пациора Александр Георгиевич Шерцингер.

## Избранные труды
Монографии
- Пациора М. Д. Тактика при кровотечении из вен пищевода и желудка. — Москва: Медицина, 1968.
- Пациора М. Д., Цацаниди К. Н., Ерамишанцев А. Е. Кровотечения из варикозных вен пищевода и желудка. — Москва: Медицина, 1971. — 100 с.
- Пациора М. Д. Хирургия портальной гипертензии. — Москва: Медицина, 1974. — 407 с.
- Пациора М. Д. Хирургия портальной гипертензии. — Ташкент: Медицина, 1984. — 319 с.

Статьи
- Пациора М. Д., Ерамишанцев А. К., Семенов В. С., Медник Г. И. Этиология и терминология внепеченочной портальной гипертензии // Хирургия. 1982. № 11. С. 3–8.